# Citrus wintersii
Espèce
Citrus wintersii, le citron vert de la rivière Brown ou lime digitée de Brown River est une espèce sauvage de microcitrus endémique de Papouasie-Nouvelle-Guinée décrite pour la première fois en 1976 par Harold F. Winters (USDA, Beltsville) comme microcitrus papou (Microcitrus papuana), d'où son nom de wintersii donné par D.J. Mabberley (1998) qui le reclasse en espèce nouvelle.
On le rencontre dans la région de Brown River, au nord de Port Moresby.

## Taxonomie
Dans sa monographie fondatrice sur les Citrus australiens (1998) David Mabberley note qu'il existe 2 espèces de microcitrus non australiennes et néoguinéennes:  
1. Citrus warburgiana, F.M. Bailey, Contrib. Fl. Brit. New Guinea (1902), ex  P. Microcitrus warburgiana, F.M. Bailey, Tanaka (1928),
2. Citrus wintersii Mabb., ex Microcitrus papuana H. Winters (1976).

Ce dernier est très proche de l'australien Citrus gracilis Mabb. à quelques détails morphologiques près (fruit non cylindrique beaucoup plus gros). La classification de Mabberley ne concorde pas avec les données phylogénétiques.
Il est aussi classé Microcitrus papuana H. F. Winters (1976), comme C. warburgiana la question de l'appartenance à Citrus ou Microcitrus est discutée.

### Noms communs
On rencontre en français citron vert de la rivière Brown , en anglais Brown River finger lime, en italien Limetta papuana.

### Hybrides
Il est interfécond avec le kumquat (C. japonica) et Poncirus trifoliata (Winters 1976), sa greffe est compatible avec Citrus. La plante présente des dispositions favorables à l'hybridation avec d'autres genres (2014), un hybride intergénique à fructification entre Citrus et Citropsis a été publié en 2013. La plante présente de graves symptômes à de nombreuses maladies bactériennes.

## Morphologie
Arbuste de 1 à 2,5 m de haut, spontané de la zone de transition entre la savane d'eucalyptus et la forêt tropicale humide. Longues feuilles étroite lancéolée très variables 1,5 à 2,8 cm de long, 0,2 à 0,6 cm de large , vert moyen à soutenu. Fruit cylindrique un peu incurvé, apex abrupt, base conique, 5 à 8 cm de long, 1 à 1,3 cm au plus large, de vert à jaune à maturité, 3 à 5 cellules avec en moyenne 5 des graines (il est décrit comme ressemblant à celui de Citrus wakonai ).

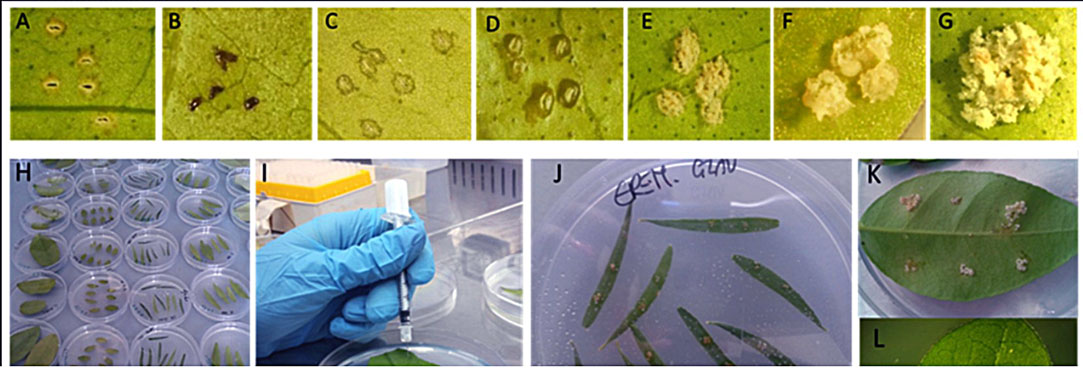
Sensibilité aux bactéries pathogènes : E. glauca, F. hindsii, C. wintersii et M. ovatifoliolata développent des symptômes avec la plupart des souches et présentent les tailles de population bactérienne les plus élevées après inoculation.

Le fruit écrasé dégage une forte odeur de lime.

## Utilité
T. K. Lim (2012, il donne quelques photos) écrit «le fruit est mangeable mais très acide».
La plante étant un hôte de Diaphorina citri asiaticus, vecteur de Candidatus Liberibacter (maladie du dragon jaune) son utilisation comme porte greffe n'a pas été promue. Une publication européenne (2022) met en évidence la sensibilité de la plante aux bactéries pathogènes.

## Écologie
- Il existe 10 à 11 espèces sauvages de Citrus en Océanie (6 en Australie, 4 en Papouasie-Nouvelle-Guinée, 1 en Nouvelle-Calédonie) «Beaucoup d'entre eux sont gravement menacés in situ et/ou limités à des fragments de forêt et donc vulnérables aux changements climatiques[ ]  les semences de ces espèces n'ont pas été systématiquement collectées et ne sont pas actuellement représentées dans les collections ex situ nationales ou internationales»[18].